# Cacao (album)
Cacao è il secondo album di Lisa Fusco, pubblicato nel 2000. Raccoglie i brani della trasmissione Telegaribaldi.

## Tracce
1. Cacao lo faresti (Donati - Limiti - Longo)
2. Salvator mambo (Coppola - Calfizzi)
3. La spaccata (Coppola - Calfizzi)
4. Mio caro Alvaro (Coppola - Calfizzi - Barbareschi)
5. Amore avaro (Coppola - Calfizzi - Ferraiuolo)
6. La banda (De Hollande - Amurri)
7. Mi mandi rose (Agepê - Canario - Malgioglio)
8. Eso es l'amor (Pepe Inglesias - El Zorro)
9. La spaccata (Fusco)